# Homosexualitet i Bibeln
Med homosexualitet i Bibeln avses sammanhang där samkönade sexuella handlingar nämns.
Texter som behandlar sexuellt umgänge mellan personer av samma kön förekommer i flera olika sammanhang i Bibeln. Dessa texter berör endast homosexuella handlingar och berör inte själva läggningen, det vill säga att attraheras till personer av sitt eget kön.
Eftersom begreppet homosexuell började användes först på 1800-talet är det svårt att hävda det begreppet som korrekt översättning av vissa företeelser beskrivna i Nya testamentets texter. Konfrontationen mellan judisk-kristen etik och den hellenistiska världens i många avseenden annorlunda syn på sexuella handlingar blev mycket hård. Hos grekerna ansågs kärlek mellan män som något hedervärt och idealiserades. Den kristna etiken lyfte fram ideal som trohet inom äktenskapet och avhållsamhet.

## Gamla testamentet

### Sodomsberättelsen
Berättelsen om Sodom och Gomorra återfinns i Första Mosebokens 18:e och 19:e kapitel. Berättelsen, som bland annat skildrar hur männen i Sodom omringar Lots hus dit två änglar kommit och ropar: ”vi skall ligga med dem” och att de ska: ”hantera dig [Lot] värre än dem” eftersom han inte ville skicka ut männen (änglarna) har använts som ett bibliskt argument mot homosexualitet.

#### Tolkningar
1917 års kyrkobibel hade formuleringen ”känna dem”, men Bibel 2000 har således preciserat innebörden genom att översätta med ”ligga med dem”. Det hebreiska verbet jada’ som förekommer här kan betyda både ’lära känna’ och ’ha samlag med’. Att det här rör sig om den senare betydelsen framgår av att Lot i stället erbjuder de hotfulla männen sina båda döttrar ”som ännu är orörda” (1 Mos. 19:8). Männen i Sodom ville alltså våldta Lots gäster.